# غورغي هاجي
غورغي هاجي (بالرومانية: Gheorghe Hagi)‏ لاعب كرة قدم روماني سابق، يلقب بمارادونا البلقان في ( ولد في 5 فبراير 1965) لعب مباراته الدولية الأولى في 10 أغسطس من عام 1983 في مباراة ودية ضد فريق النرويج. لعب 125 مباراة من المباريات الدولية وسجل فيها 35 هدفا. تم اختياره أفضل لاعب في تاريخ رومانيا.
استلم شارة كابتن الفريق الروماني لـ65 مباراة دولية بدأها في العشرين من عمره في مباراة فريقه ضد أيرلندا الشمالية ضمن تصفيات كأس العالم. ابتداء من 1990 تسلم هاجي إشارة قائد الفريق الروماني بشكل دائم حتى اعتزاله في عام 2001.
لعب هاجي للمرة الأولى في كأس العالم في إيطاليا عام 1990 وبرز حينها كنجم خطير ومناور بارع وصاحب تمريرات دقيقة. قاد منتخب بلاده في كأس العالم 1994 في الولايات المتحدة الأمريكية حتى وصل منتخب بلاده للدور ربع النهائي قبل أن يخسر من السويد بفارق ضربات الترجيح.
واصل هاجي تألقه في كل المسابقات فلعب في الأدوار النهائية لكأس أمم أوروبا 1996 و2000 وكأس العالم 1998. حصل هاجي وهو في السادسة والثلاثين من العمر على كأس الاتحاد الأوروبي مع ناديه غلطة سراي التركي ليكون أول لقب قاري لنادي تركي. اعتزل هاجي كرة القدم في 24 أيار 2001 ويبدو أن الفراغ الذي خلفه قد كان عظيماً فنادي غلطة سراي لم تقم له قائمة بعد ذلك وبالنسبة للفريق الروماني الذي لم يغب عن كأس العالم طيلة تواجد جورجي هاجي في المنتخب لم يتأهل بعد غيابه إلى النهائيات في أربعة كؤوس عالمية متتالية 2002 و2006 و2010 و2014

## البطولات والألقاب
- كاس السوبر الأوروبية 1986 و2000
- كاس الاتحاد الأوروبي 2000
- بطولة الدوري الروماني 1987 و1988 و1990
- بطولة الدوري التركي 1997 و1998 و1999 و2000
- بطولة الكاس في رومانيا 1987 و1989
- بطولة الكاس في تركيا 1999، 2000
- كاس السوبر التركية 1997

## روابط خارجية
- غورغي هاجي على موقع IMDb (الإنجليزية)

- غورغي هاجي على موقع الاتحاد الدولي (مؤرشف)  (الإنجليزية)
- غورغي هاجي على موقع اتحاد تركيا (لاعب) (الإنجليزية)
- غورغي هاجي على موقع قاعدة بيانات كرة القدم.إي يو (الإنجليزية)
- غورغي هاجي على موقع ليكيب (الفرنسية)
- غورغي هاجي على موقع ناشيونال فوتبول تيمز (الإنجليزية)
- غورغي هاجي على موقع Soccerbase.com (لاعب) (الإنجليزية)
- غورغي هاجي على موقع Soccerway.com (الإنجليزية)
- غورغي هاجي على موقع عالم كرة القدم.نت (الإنجليزية)